# Black Labyrinth
Black Labyrinth —en español: Laberinto negro— es el primer álbum de estudio en solitario del vocalista de Korn Jonathan Davis, fue lanzado el 25 de mayo de 2018, a través de Sumerian Records. El primer sencillo, "What It Is", fue lanzado el 26 de enero de 2018 como parte de la banda sonora de la película American Satan.

## Antecedentes
Jonathan Davis había insinuado un álbum en solitario durante varios años, primero trabajando sin sus compañeros de banda en Korn cuando colaboró en la banda sonora de Queen of the Damned. La noticia de un álbum en solitario comenzó a circular a mediados de la década de 2000 cuando Davis comenzó a hacer giras y escribir con su banda solista, Jonathan Davis y SFA, con quien lanzó dos álbumes en vivo, Alone I Play (2007) y Live at the Union Capilla (2011). La SFA se disolvió después de la muerte del guitarrista Shane Gibson. Durante la próxima década, Davis continuaría escribiendo material en solitario mientras tocaba con Korn, y en enero de 2018 anunció una gira por América del Norte y Europa en apoyo de un nuevo álbum que saldrá a finales de este año. Ese mismo mes, lanzó la canción What It Is.
En marzo de 2018, Sumerian Records reveló un adelanto oficial del álbum, que reveló el título, la obra de arte y la fecha de lanzamiento, junto con los fragmentos de cada canción del álbum. Mientras que una lista completa de músicos aún no se ha lanzado oficialmente, se ha confirmado que Ray Luzier, Wes Borland, Miles Mosley, Mike Dillon y Shenkar han hecho apariciones en el álbum.

## Lista de canciones
| N.º | Título               | Duración |  |
| 1.  | «Underneath My Skin» | 3:46     |  |
| 2.  | «Final Days»         | 4:37     |  |
| 3.  | «Everyone»           | 2:53     |  |
| 4.  | «Happiness»          | 2:58     |  |
| 5.  | «Your God»           | 2:49     |  |
| 6.  | «Walk On By»         | 3:41     |  |
| 7.  | «The Secret»         | 3:31     |  |
| 8.  | «Basic Needs»        | 6:14     |  |
| 9.  | «Medicate»           | 3:57     |  |
| 10. | «Please Tell Me»     | 4:28     |  |
| 11. | «What You Believe»   | 4:05     |  |
| 12. | «Gender»             | 3:27     |  |
| 13. | «What It Is»         | 3:54     |  |

## Posicionamiento en lista
| Lista (2018)                    | Posiciones |
| ------------------------------- | ---------- |
| Australian Albums (ARIA)        | 67         |
| Austria (Ö3 Austria)            | 22         |
| Bélgica (Ultratop flamenca)     | 133        |
| Bélgica (Ultratop valona)       | 49         |
| Alemania (Media Control Charts) | 25         |
| Escocia (Scottish Albums Chart) | 54         |
| Suiza (Schweizer Hitparade)     | 15         |
| Reino Unido (UK Albums Chart)   | 100        |
| Estados Unidos (Billboard 200)  | 67         |

## Personal
| Músicos - Jonathan Davis - voz, guitarra, teclados, programación, violín, sitar, producción - Wes Borland - guitarras (pistas 2, 5, 8, 10, 13) - Miles Mosley - bajo eléctrico (pistas 2-8, 10, 12) - Zac Baird - teclados (pistas 1-3, 7-10, 13), programación (pistas 4, 9) - Ray Luzier - batería (pistas 1, 3-8, 10, 13) - Mike Dillon - percusión (pista 2), tablas (pista 8, 12) - Shenkar - violín, voces adicionales (pistas 2, 8, 13) - Djivan Gasparyan - duduk (pista 2) - Byron Katie - muestra (pista 11) | Producción - Jim Monti - grabando - Tiago Nuñez - producción adicional - Josh Wilbur : mezclando - Kyle McAulay - asistencia de mezcla - Vlado Meller - masterización - David Stoupakis - obra de arte - Daniel McBride - logo - Carly Sarno - logotipo - Jonathan Weiner - fotografía |